# 洛赞盖姆
洛赞盖姆（法語：Lozinghem，法語發音：[lozɛ̃ɡɛm]）是法国上法蘭西大區加来海峡省的一个市镇，属于贝蒂讷区。

## 地理
洛赞盖姆（50°31'3"N, 2°30'0"E）面积2.15 平方千米，位于法国上法蘭西大區加来海峡省，该省份为法国北部沿海省份，西北濒北海，南至索姆省，东临北部省。
与洛赞盖姆接壤的市镇（或旧市镇、城区）包括：阿卢阿涅、拉皮尼瓦、欧谢勒、马尔勒莱米讷。
洛赞盖姆的时区为UTC+01:00、UTC+02:00（夏令时）。

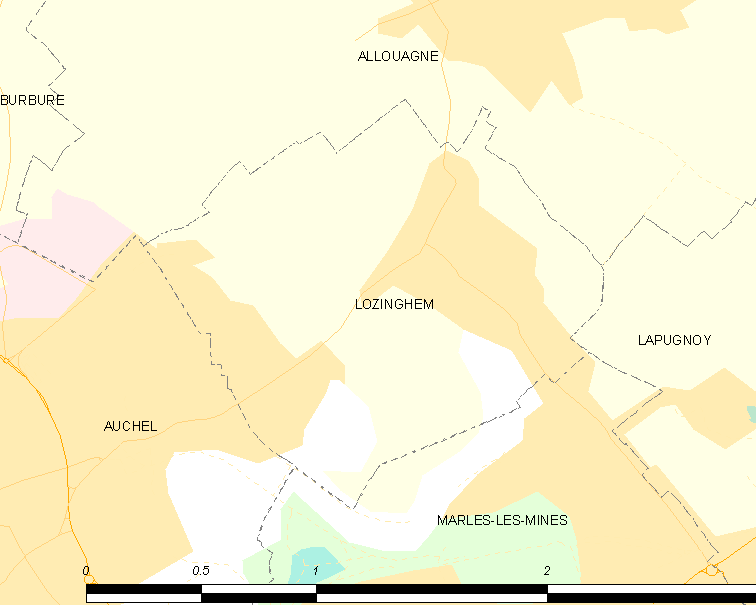
洛赞盖姆的OSM定位图

## 行政
洛赞盖姆的邮政编码为62540，INSEE市镇编码为62532。

## 政治
洛赞盖姆所属的省级选区为欧谢勒县。

## 人口

1962-2008年间洛赞盖姆人口变化图示

洛赞盖姆于2022年1月1日时的人口数量为1271人。